# Transmisiune digitală
Transimisiunile digitale sunt o modalitate de comunicare bazată pe transmisiuni discrete de date. Sunt considerate a fi viitorul în comunicații. De mulți ani omul a vrut să folosească cât mai profitabil descoperirile sale, iar tehnica digitală i-a oferit tocmai această posibilitate.

## PCM
Transmisiunile digitale cu cod în impulsuri (Pulse Code Modulation, prescurtat PCM) au apărut din nevoia oamenilor de a folosi cât mai eficient banda de transmisie. Încă din 1954 în Statele Unite au funcționat sisteme bazate pe acest principiu, care aveau capacitatea de a multiplexa pe același fir de cupru 24 de canale telefonice.
În Europa se folosește același principiu de codare, dar pe suportul de transmisie se trimit simultan 30 de canale telefonice. Înaintea sistemului de transmisie PCM specialiștii au mai încercat și alte metode de multiplexare, cum ar fi TDM (Multiplexare cu Diviziune în Timp) si FDM (Multiplexare cu Diviziune în Frecvență), dar care aveau foarte multe inconveniente tehnice. Principiul de transmisie PCM este relativ simplu și constă în faptul că semnalul util este eșantionat (se iau doar anumite părți din el), se codeaza printr-un algoritm de codare, iar la recepție, semnalul este refăcut din eșantioanele sale. Acest semnal de linie PCM este practic imun la perturbații electromagnetice, iar principiul lui de codare conferă o anumita păstrare în secret a informației transmise. Printre codurile de linie cele mai utilizate se numără:
- NRZ
- AMI
- HDB3
- CMI

Codurile HDB3 se folosesc la transmisii cu viteze de pâna la 140 Mbit/s, iar codurile CMI se folosesc la peste 140 Mbit/s. Codul HDB3 asigură o densitate de pulsuri suficientă pentru a reface semnalul util, dar este vulnerabil la salturile de fază ale impulsurilor. Codul CMI asigură o densitate foarte mare a impulsurilor, fapt care-l face portivit la transmiterea semnalelor de viteză mare, iar tactul de sincronizare al echipamentelor este extras de asemenea foarte ușor.

## Echipamente de transmisie
Din punct de vedere al sincronizării rețelelor de transmisiuni se întâlnesc două tipuri de echipamente :
- Plesiochronous Digital Hierarchy (PDH)
- Synchronous Digital Hierarchy (SDH)

La un al treilea tip de echipament numit Asynchronous Time Multiplexing (ATM) sincronizarea rețelei se face în mod asincron, și banda alocată canalelor utile este alocată dinamic; de aici si avantajele lui față de cele sincrone.
Vitezele de bază folosite de echipamentele de transmisiuni digitale sunt următoarele:
- 2 Mbit/s – 30 canale telefonice de 64 kbit/s
- 8 Mbit/s – 4 X 30 canale telefonice
- 34 Mbit/s – 16X30 canale telefonice
- 140 Mbit/s – 52X30 canale telefonice
- STM-1
- STM-4
- STM-16
- STM-64